# 青年路街道 (中牟县)
青年路街道，是中华人民共和国河南省郑州市中牟县下辖的一个乡镇级行政单位。
2010年3月19日，原中牟县城关镇撤销，设青年路街道、东风路街道、广惠街街道三个街道办事处。

## 行政区划
青年路街道下辖以下地区：
管道三公司社区、绿云社区、东大街社区、城东社区、东关村、民主街村、西街村、西关村、自由街村、小孙庄村、邢庄村和明山庙村。